# Přemysl Kovář
Přemysl Kovář (* 14. října 1985 Boskovice) je bývalý český profesionální fotbalový brankář, který naposledy působil v klubu SK Slavia Praha.
Mimo ČR působil na klubové úrovni v Řecku, Izraeli a Bulharsku. V Česku vyhrál ligu i pohár.

## Klubová kariéra
Odchovanec ze Slovácka se ve svém původním klubu nedokázal prosadit do základní sestavy, proto se v roce 2006 stěhoval na hostování do dalšího moravského klubu FK Kunovice. Následující sezónu 2006/07 strávil v řecké třetí lize, v tamním klubu FC Lamia. Po návratu do Slovácka se po svém zranění nedočkal prodloužení smlouvy a odešel do SK Hlavice.

### FC Slovan Liberec
V zimní přípravě sice trénoval s týmem Českých Budějovic, nakonec ale podepsal smlouvu v severočeském Slovanu Liberec. Na jaře roku 2011 hostoval v FK Ústí nad Labem, zde si také odbyl svou ligovou premiéru. Na podzim hostoval v mužstvu FK Viktoria Žižkov a na rok 2012 hostoval ve druholigovém FK Varnsdorf. V únoru 2013 se vrátil do Liberce.
Po odchodu Davida Bičíka v lednu 2013 se stal libereckou brankářskou jedničkou a po velmi vydařené jarní části sezóny pomohl Slovanu k postupu až na třetí místo tabulky.
Při svém druhém utkání v Evropské lize, v domácí odvetě druhého předkola 25. července 2013 proti lotyšskému celku Skonto Riga, dokázal chytit přísně nařízený pokutový kop a udržet stav 1:0, který při výsledku 1:2 z venkovního zápasu znamenal postup do třetího předkola (pravidlo o vstřeleném gólu na hřišti soupeře). V samotném závěru zkosil v pokutovém území protihráče, ale další pokutový kop proti Liberci již norský rozhodčí Johnsen neodpískal. Nastoupil i ve třetím předkole proti švýcarskému FC Zürich, Liberec vyhrál dvakrát shodně 2:1 a postoupil do play-off předkola Evropské ligy. V utkání základní skupiny 24. října 2013 s favorizovaným španělským celkem Sevilla FC musel řešit po chybě obrany brejk soupeře, před pokutovým územím fauloval protihráče a byl za stavu 1:0 pro Liberec vyloučen (v bráně jej nahradil Lukáš Hroššo za cenu odchodu jednoho hráče z pole – Dzona Delarge). Střetnutí skončilo remízou 1:1.

### Hapoel Haifa
Před sezonou 2014/15 zamířil do izraelského klubu Hapoel Haifa. Po letní přípravě se stal v týmu brankářskou jedničkou. V Izraeli vydržel rok a půl až do února 2016, kdy se po dvou zraněních předčasně vyvázal ze smlouvy a vrátil se do ČR. Zde trénoval s juniorkou Liberce a jako volný hráč si hledal nové angažmá.

### PFK Černo More Varna
To našel v září 2016, kdy podepsal kontrakt s bulharským klubem PFK Černo More Varna. Zde působil do konce roku 2016.

### SK Slavia Praha
V prosinci 2016 se vrátil do ČR a dohodl se na angažmá ve Slavii Praha.
V roce 2017 získal se Slavií první titul mistra nejvyšší české soutěže. O rok později i český pohár. Ten pak s týmem obhájil i v sezoně 2018/2019, kdy se Slavia dočkala i zisku dalšího mistrovského titulu. Třetí pak Kovář se Slavií získal i v sezoně 2019/2020. V sezóně 2020/2021 získal Přemysl Kovář se Slavií čtvrtý mistrovský titul.
Na konci kalendářního roku 2022 ukončil profesionální kariéru.

## Žaloba na novináře
V prosinci 2013 podal společně s libereckým spoluhráčem Lubošem Huškem trestní oznámení na autory článku v deníku Sport, kteří psali o možné korupci v zápase 3. ligového kola v srpnu 2013, kde Liberec hrál venku s Mladou Boleslaví a prohrál 0:4. Deník uvedl, že zápas prošetřuje Policie ČR a poukázal na chyby hráčů při dvou inkasovaných brankách. Fotbalisté uvedli, že odmítají jakékoli úmyslné ovlivnění zápasu a že se informacemi tohoto typu cítí poškozeni. Severočeský klub je v jejich stanovisku podpořil. Policie ČR měla prošetřovat 13 zápasů v různých českých soutěžích včetně Gambrinus ligy. Před okresní soud ve Strakonicích se případ zmanipulování tohoto zápasu dostal v prosinci 2015, mezi obžalovanými byl mj. Kovářův spoluhráč Zbyněk Hauzr, v srpnu 2018 soud v kauze vynesl nepravomocné podmíněné tresty.